# Arrigo Polillo
Arrigo Polillo (* 12. Juli 1919 in Pavullo nel Frignano; † 17. Juli 1984) war ein italienischer Jazz-Autor und Jazz-Journalist, der eine zentrale Figur in der italienischen Jazz-Szene war.
Polillo studierte Jura und war zunächst Anwalt, bevor er in das Verlagshaus Mondadori eintrat, wo er bis zum Verlagsleiter aufstieg. 1968 verließ er Mondadori, um sich ganz dem Jazz zu widmen. Schon 1945 gründete er mit dem Songwriter („Paroliere“) Giancarlo Testoni (1912–1965), der mit dem Pianisten Ezio Levi der Gründer (1935) eines der ersten italienischen Hot Clubs (in Mailand) war, die wichtigste italienische Jazzzeitschrift Musica Jazz in Mailand. Er war unter Testoni deren stellvertretender Herausgeber und nach Testonis Tod bis zu seinem eigenen Ableben Herausgeber. 1954 schrieb er mit Testoni die erste italienische (und überhaupt weltweit erste) Jazz-Enzyklopädie Enciclopedia del Jazz. Sein Hauptwerk ist das auch in Deutschland als Standardwerk geltende Buch Jazz, das zuerst italienisch 1975 erschien. Ein großer Teil seines Jazz-Buchs besteht aus Biographien zentraler Jazzmusiker, die er teilweise auch persönlich kannte: Jelly Roll Morton, King Oliver, Sidney Bechet, Bessie Smith, Fletcher Henderson, Louis Armstrong, Earl Hines, Fats Waller, Duke Ellington, Bix Beiderbecke, Coleman Hawkins, Benny Goodman, Count Basie, Lester Young, Art Tatum, Roy Eldridge, Django Reinhardt, Charlie Christian, Billie Holiday, Ella Fitzgerald, Charlie Parker, Dizzy Gillespie, Bud Powell, Thelonious Monk, Lennie Tristano, Gerry Mulligan, Sonny Rollins, Charles Mingus, Miles Davis, John Coltrane und Ornette Coleman. In der Neuauflage nach seinem Tod kamen zusätzliche Biografien von Louis Sclavis, Joe Henderson, Bill Evans, Wynton Marsalis, Dave Douglas und Keith Jarrett hinzu.
In Italien war Polillo auch bekannt für Radio- und TV-Sendungen über Jazz. Außerdem schrieb er Kolumnen in Il Giorno und Panorama. Er organisierte auch viele Jazz-Konzerte und Festivals in Italien. 1955 war er einer der Gründer des Festival Internazionale del Jazz di Sanremo.
Das 1989 gegründete Centro Nazionale Studi sul Jazz in Siena ist nach ihm benannt. Polillo war auch Hobby-Karikaturist, Maler und Cineast. Sein Sohn Roberto Arrigo (* 1946 in Mailand) ist Jazz-Fotograf. Nach Polillo ist ein italienischer Jazzpreis benannt (Premio Arrigo Polillo).

## Werke

### Jazz, Geschichte des Jazz
- mit Giancarlo Testoni, Giuseppe Barrazetta, Roberto Leydi, Pino Maffei: Enciclopedia del Jazz. Edizioni Messaggeri Musicali, Mailand 1954
- Il Jazz moderno, musica del dopoguerra. Edizioni G. Ricordi, Mailand 1958
- Il jazz di oggi. Edizioni G. Ricordi, 1961
- Conoscere il Jazz. 1967
- Jazz – die neue Enzyklopädie. Herbig Verlag 2003, überarbeitet (das heißt ergänzt um neuere Entwicklungen, der Text von Polillo selbst ist nicht überarbeitet) von Hans-Jürgen Schaal, mit ergänzenden Biographien von Franco Fayenz, ISBN 3-7766-2350-0, zuerst italienisch Jazz, Mondadori 1975, 1983, deutsch zuerst Jazz-Geschichte und Persönlichkeiten, Goldmann 1981, Piper Verlag 1984
- mit Roberto Polillo: Swing, Bop & Free. Il Jazz degli anni 60. Edizioni Polillo
- Stasera Jazz. Edizioni Polillo, 1978

### Kinderbuch
- L’omino che fermava i sogni. Edizioni Carlo Signorelli, Mailand 1950, Neuauflage Mondadori 1966. Deutsch 1966 unter dem Titel Onir das Tal der Träume